# Установка (компания)

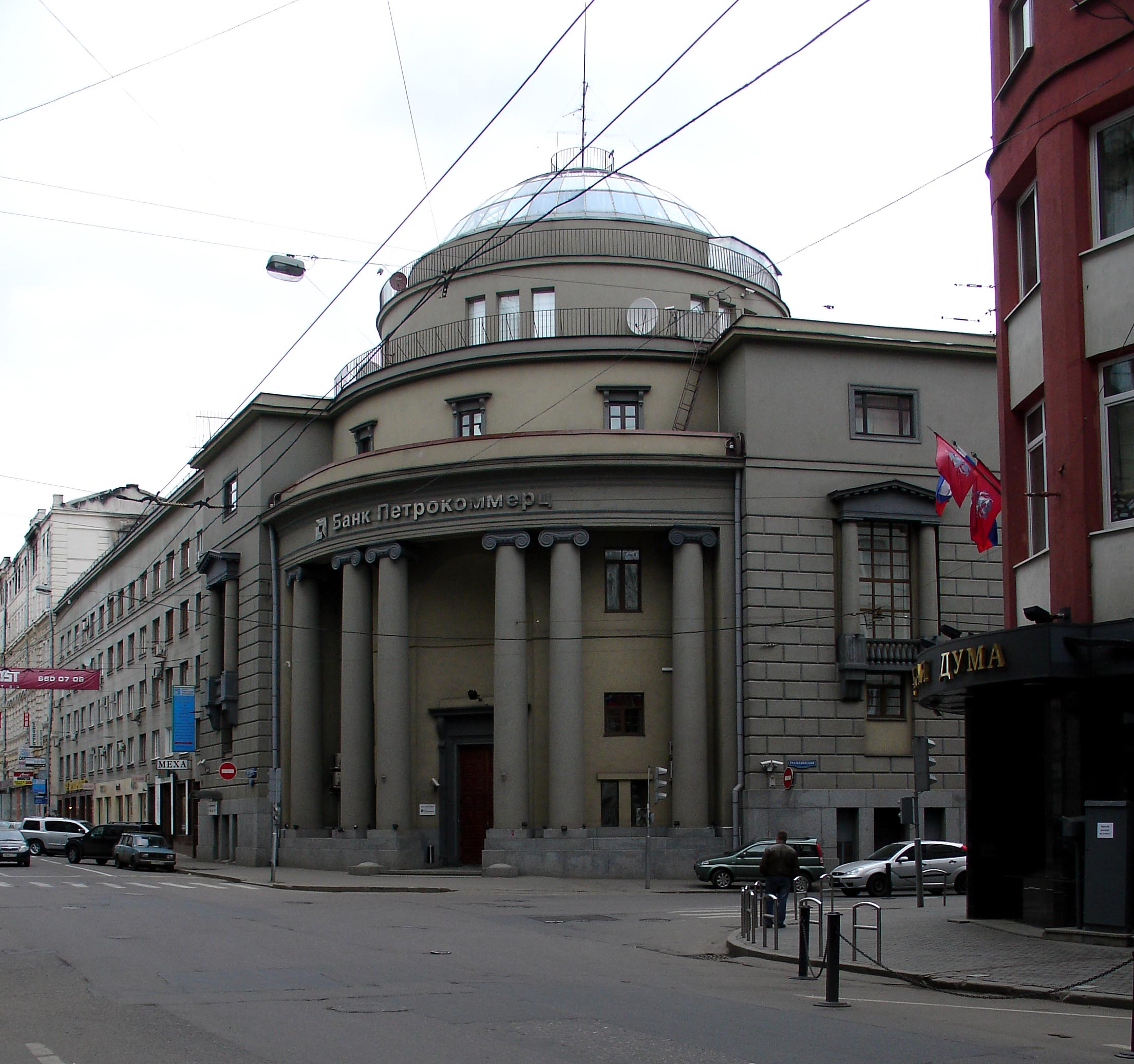
Здание на Петровке в котором располагался Центральный институт труда (ЦИТ)

Установка — советское акционерное общество в форме треста, созданное для обучения и подготовки специалистов, в первую очередь рабочих специальностей на хозрасчётной основе, а также для профессионального консалтинга.

## Создание
Первое организационное собрание общества по подготовке рабочей силы состоялось 25 октября 1923 года. Устав акционерного общества по подготовке рабочей и организационной силы и установке работ на предприятиях «Установка» утверждён Советом труда и обороны СССР 8 июля 1924 года. Уставный капитал составил 100 тыс. рублей, среди учредителей он распределился следующим образом: Наркомтруд СССР — 50%, ВСНХ СССР — 20%, Центральный институт труда ВЦСПС — 17%, Бюро правлений железных дорог — 9%, ЦК Всесоюзного союза рабочих металлистов — 1%, ЦК химиков — 1%, ЦК горнорабочих — 1%, ЦК деревообделочников — 1%.
Миссия «Установки» состояла в «прививке» и массовом обучении граждан молодого государства принципам научной организации труда (НОТ), планы и идеи по распространению которых одобрил 3 июня 1921 года при личной встрече с руководителем ЦИТа ВЦСПС Алексеем Гастевым председатель СНК РСФСР Владимир Ленин. Слово «установка», пришедшее из трудов Гастева, понималось как в прямом (подготовка рабочего места, принятие рабочей позы), так и в переносном смыслах («установка воли», «сенсорная установка» и т. д.). В своей деятельности Гастев развивал идеи Фредерик Тейлора, Генри Ганта и Фрэнка Гилбрета:

Рабочий, который управляет станком, есть директор предприятия, которое известно под именем станок (машина, орудие).

## Деятельность

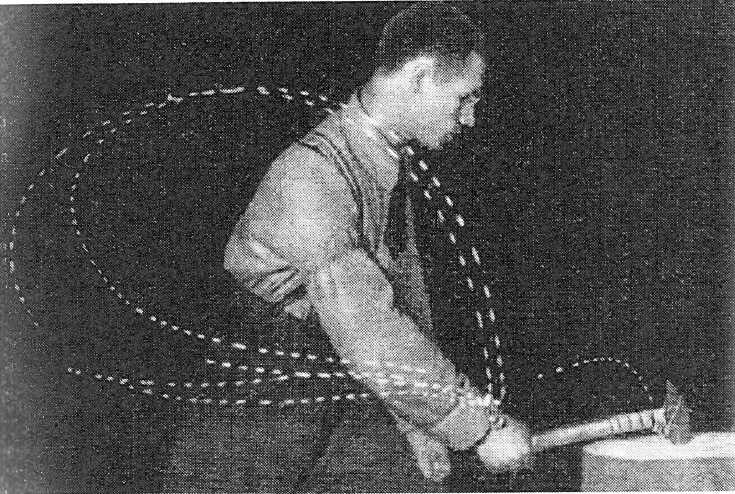
Циклограмма рубки зубилом. А. К. Гастев в педагогической лаборатории ЦИТ

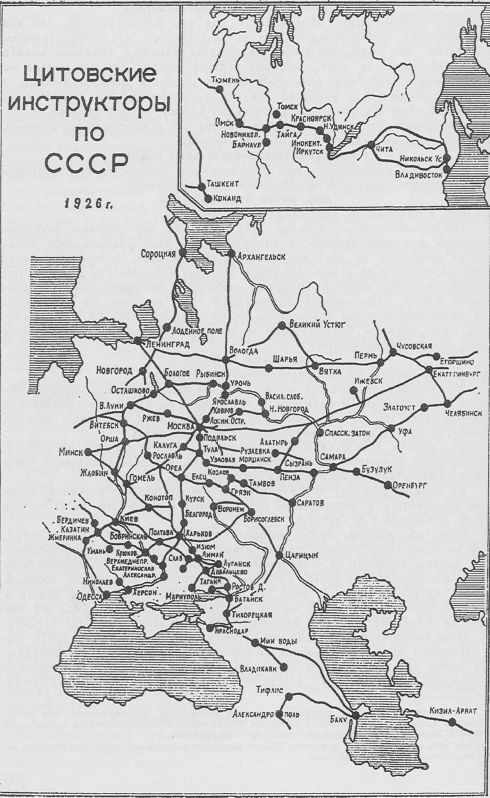
ЦИТовские инструкторы по СССР, 1926

Подготовка рабочих по методике ЦИТ занимала 3-6 месяцев, в то время как в профессиональных учебных заведениях на это тратилось 3-4 года.
Отмечая успех «Установки» Гастев выступал против долгосрочных форм профтехобразования, прежде всего Школ фабрично-заводского ученичества (ФЗУ), указывая на то, что общее образование в них — ненужная дань «гуманитарности».
Критики воспринимали позицию Гастева как выступление против социальной защищённости молодёжи.
Услуги по относительно быстрой и качественной подготовке специалистов в «Установки» практически сразу приобрели популярность у большого числа руководителей ведомств, предприятий и вновь создаваемых компаний, хотя за них и нужно было платить.
В 1925 году Наркомтруд и профсоюз работников металлургической промышленности запросил подготовить десять тысяч металлургов и подобные предложения «сыпались» со всей страны.
«Установка» проводила подготовку кадров рабочих специальностей для текстильной, строительной, металлообрабатывающей промышленности, водителей автомобилей, лётчиков и т. д.
В «Установке» существовали курсы трёх типов: «А» — для подготовки квалифицированных рабочих, «Б» — для подготовки инструкторов ЦИТа, установщиков производства и нормировщиков, «В» — для подготовки промышленных администраторов и консультантов по НОТ.
Курсы работали по методике производственного обучения ЦИТа, жёстко программировавшей и регламентировавшей процесс обучения.
Для каждой специальности в «трудовой клинике» ЦИТа был отработан пакет организационно-методической документации.
На основе квалификационной характеристики создавалась «схема-программа» (учебный план), которая включала перечень основных групп упражнений и связанных с ними теоретических занятий («комментария») с указанием времени изучения каждого упражнения поминутно.
Программа разбивалась на четыре этапа: приёмов, операций, комплексов операций и самостоятельной работы.
Учебные цеха оборудовались в соответствии с требованиями программы станками и тренажёрами, снабжались на каждый период обучения инструментом, чертежами, контрольными приспособлениями, письменными инструкциями по каждому рабочему месту как для ученика, так и для инструктора и требованиями по организации и уходу за рабочим местом.
Инструкторы готовились по собственной специальной программе для работы по методике ЦИТа.
Современники критиковали подход «Установки» за отсутствие длительного периода самостоятельной практики и недооценку роли теории.
Кроме непосредственно обучения «Установка» занималась всеми видами консалтинговой деятельностью — проводила диагностику систем управления организаций, разработку и внедрение новых организационных схем, совершенствование делопроизводства и т. д.
Общество «Установка» организовывало курсы для обучения новым профессиям, переобучения, подготовки инструкторов обучения на местах.

## Показатели
После создания «Установки» ЦИТу в значительной мере удалось отказаться от госфинансирования и реализовывать свою миссию практически самостоятельно.
На середину 1927 года, с активами около миллиона рублей, «Установка» обучала более чем 4 100 рабочих, занятых на примерно 300 заводах, и обладала сетью из восьми тренинговых подразделений, способных обучать более шести тысяч рабочих в год.
В целом с 1921 по 1938 годы «было подготовлено в 1 700 пунктах страны свыше полумиллиона квалифицированных рабочих двухсот специальностей. ЦИТ подготовил также свыше 20 000 инструкторов производственного обучения, контролёров, установщиков,
промышленных администраторов (по существу, менеджеров), консультантов по НОТ».
Был создан совет инструкторов ЦИТа, который оказывал помощь бывшим курсантам ЦИТа.

## Конец
8 сентября 1938 года Алексей Гастев арестован НКВД и 15 апреля 1939 года расстрелян. Через некоторое время свернулась и/или перепрофилировалась деятельность всех созданных им организаций, включая «Установку».